# Hans Schaller (Kameramann)
Hans Karl Otto Schaller (* 24. August 1911 in Berlin; † 5. oder 6. August 1966 ebenda) war ein deutscher Kameramann, Bildjournalist, Pressefotograf, Standfotograf und persönlicher Fotograf des Schauspielers Heinz Rühmann.

## Leben
Sein Foto-Atelier befand sich in der Düsseldorfer Straße 4 in West-Berlin.
Ab 1930 war Hans Schaller auch als persönlicher Fotograf seines Freundes, dem Schauspieler Heinz Rühmann, tätig.

### Nachlass
Der fotografische Nachlass von Hans Schaller liegt unter anderem im Bildarchiv Preußischer Kulturbesitz / Staatsbibliothek zu Berlin (499 Aufnahmen unter anderem von Hans Albers, Gary Cooper, Marlene Dietrich, Gustaf Gründgens, Curd Jürgens, Heinz Rühmann und Shirley Temple), im Fotoarchiv der Deutschen Kinemathek mit Sitz in Berlin sowie im Historischen Archiv des Deutschen Technikmuseums Berlin.
Sein filmischer Nachlass liegt unter anderem im Filmarchiv des Bundesarchivs in Berlin.
Darüber hinaus befinden sich zahlreiche Film- und Fotoaufnahmen von Hans Schaller im Nachlass von Heinz Rühmann.

## Filmografie (Auswahl)
Standfotograf
- 1942/1943: Ich vertraue Dir meine Frau an, Regie: Kurt Hoffmann, Hauptdarsteller: Heinz Rühmann, Kamera: Willy Winterstein
- 1942/1943: Sophienlund, Regie: Heinz Rühmann, Hauptdarsteller: Harry Liedtke, Kamera: Willy Winterstein
- 1941: Quax, der Bruchpilot, Regie: Kurt Hoffmann, Hauptdarsteller: Heinz Rühmann, Kamera: Heinz von Jaworsky

Kameramann
- 1953: Der Heiratsantrag, Hauptdarsteller: Rudolf Wessely